# Častkovce
Častkovce (allemand : Tschächtkowitz, hongrois : Császtó) est un village de Slovaquie situé dans la région de Trenčín.

## Histoire
La première mention écrite du village date de 1392.

## Démographie

### Évolution de la population
| Année:               | 1994. | 2004.   | 2014.    | 2024.    |
| -------------------- | ----- | ------- | -------- | -------- |
| Nombre de personnes: | 987   | 1014    | 1263     | 1719     |
| Différence:          |       | +2,73 % | +24,55 % | +36,10 % |

| Année:               | 2023. | 2024.   |
| -------------------- | ----- | ------- |
| Nombre de personnes: | 1705  | 1719    |
| Différence:          |       | +0,82 % |